# 아르곤 동위 원소
아르곤은 원자량 30~53 사이에 24가지의 동위 원소와 1가지의 이성질핵(32mAr)이 발견되어 있다. 이들 중 안정 동위 원소는 36Ar, 38Ar, 40Ar이다. 방사성 동위 원소 중 가장 안정한 것은 39Ar로 반감기는 약 269년이며, 그 다음은 42Ar(반감기 32.9년),  37Ar(반감기 35.04일)이다. 이밖의 동위 원소는 모두 반감기가 2시간 이하이며, 대부분은 1분 이하이다. 가장 불안정한 동위 원소는 30Ar로 반감기는 20나노초 미만이다.
아르곤의 표준 원자량은 39.948(1) u이다.

## 아르곤-39
방사성 동위 원소인 39Ar(반감기 269년)는 주로 40Ar이 우주선과 상호작용하여 생성된다. 지표면에서는 39K의 중성자 포획이나 칼슘의 알파 붕괴를 통해 생성되기도 한다. 이러한 방식으로 생성된 아르곤의 비율은 약 (8.0±0.6)×10−16 정도이다.

## 아르곤-40
자연에 존재하는 40K은 1.248 억년의 반감기를 거쳐 10.72% 확률로 전자 포획과 양전자 방출을 통해 40Ar으로 붕괴하거나 89.28% 확률로 베타 붕괴하여 40Ca으로 붕괴한다. 칼륨-아르곤 연대 측정법은 이러한 비율을 활용하여 암석의 연대를 측정하는 방법이다. 또, 지구 대기에 있는 아르곤의 대부분은 40Ar인데, 이 또한 40K의 붕괴 산물이다. 그러나 태양 및 목성형 행성에서는 아르곤 동위 원소의 비율이 크게 차이가 난다.

## 아르곤-39 및 아르곤-40을 이용한 암석의 연대측정
아르곤-아르곤 연대 측정 또는 40Ar/39Ar 연대측정은 아르곤 동위원소를 이용하여 암석의 연대를 측정하는 방법으로 기존에 이용되었던 칼륨-아르곤 연대 측정법이 가지고 있는 여러 가지 약점들을 보완할 수 있으며 시료의 불균질성 문제를 해결할 수 있고 과잉 또는 손실 Ar에 관한 정보를 제공해 줄 수 있는 등 K-Ar 연대측정에 비해 많은 장점을 지니고 있다.

## 표
| 핵종 기호 | Z(p)           | N(n)           | 동위 원소 질량 (u) | 반감기           | 붕괴 방식      | 붕괴 생성물 | 핵 스핀        | 전형적 동위 원소 구성비 (몰 분율) | 자연적 구성비 변동 범위 (몰 분율) |
| 핵종 기호 | 들뜬 에너지    | 들뜬 에너지    | 들뜬 에너지        | 반감기           | 붕괴 방식      | 붕괴 생성물 | 핵 스핀        | 전형적 동위 원소 구성비 (몰 분율) | 자연적 구성비 변동 범위 (몰 분율) |
| --------- | -------------- | -------------- | ------------------ | ---------------- | -------------- | ----------- | -------------- | --------------------------------- | --------------------------------- |
| 30Ar      | 18             | 12             | 30.02156(32)#      | <20 ns           | p              | 29Cl        | 0+             |                                   |                                   |
| 31Ar      | 18             | 13             | 31.01212(22)#      | 14.4(6) ms       | β+, p (55.0%)  | 30S         | 5/2(+#)        |                                   |                                   |
| 31Ar      | 18             | 13             | 31.01212(22)#      | 14.4(6) ms       | β+ (40.4%)     | 31Cl        | 5/2(+#)        |                                   |                                   |
| 31Ar      | 18             | 13             | 31.01212(22)#      | 14.4(6) ms       | β+, 2p (2.48%) | 29P         | 5/2(+#)        |                                   |                                   |
| 31Ar      | 18             | 13             | 31.01212(22)#      | 14.4(6) ms       | β+, 3p (2.1%)  | 28Si        | 5/2(+#)        |                                   |                                   |
| 32Ar      | 18             | 14             | 31.9976380(19)     | 98(2) ms         | β+ (56.99%)    | 32Cl        | 0+             |                                   |                                   |
| 32Ar      | 18             | 14             | 31.9976380(19)     | 98(2) ms         | β+, p (43.01%) | 31S         | 0+             |                                   |                                   |
| 32mAr     | 5600(100)# keV | 5600(100)# keV | 5600(100)# keV     | unknown          |                |             | 5-#            |                                   |                                   |
| 33Ar      | 18             | 15             | 32.9899257(5)      | 173.0(20) ms     | β+ (61.35%)    | 33Cl        | 1/2+           |                                   |                                   |
| 33Ar      | 18             | 15             | 32.9899257(5)      | 173.0(20) ms     | β+, p (38.65%) | 32S         | 1/2+           |                                   |                                   |
| 34Ar      | 18             | 16             | 33.9802712(4)      | 844.5(34) ms     | β+             | 34Cl        | 0+             |                                   |                                   |
| 35Ar      | 18             | 17             | 34.9752576(8)      | 1.775(4) s       | β+             | 35Cl        | 3/2+           |                                   |                                   |
| 36Ar      | 18             | 18             | 35.967545106(29)   | 관찰상 안정      | 관찰상 안정    | 관찰상 안정 | 0+             | 0.003336(4)                       |                                   |
| 37Ar      | 18             | 19             | 36.96677632(22)    | 35.04(4) d       | ε              | 37Cl        | 3/2+           |                                   |                                   |
| 38Ar      | 18             | 20             | 37.9627324(4)      | 안정             | 안정           | 안정        | 0+             | 6.29(1)×10−4                      |                                   |
| 39Ar      | 18             | 21             | 38.964313(5)       | 269(3) a         | β−             | 39K         | 7/2-           | 미량                              |                                   |
| 40Ar      | 18             | 22             | 39.9623831225(29)  | 안정             | 안정           | 안정        | 0+             | 0.996035(4)                       |                                   |
| 41Ar      | 18             | 23             | 40.9645006(4)      | 109.61(4) min    | β−             | 41K         | 7/2-           |                                   |                                   |
| 42Ar      | 18             | 24             | 41.963046(6)       | 32.9(11) a       | β−             | 42K         | 0+             | 미량                              |                                   |
| 43Ar      | 18             | 25             | 42.965636(6)       | 5.37(6) min      | β−             | 43K         | (5/2-)         |                                   |                                   |
| 44Ar      | 18             | 26             | 43.9649240(17)     | 11.87(5) min     | β−             | 44K         | 0+             |                                   |                                   |
| 45Ar      | 18             | 27             | 44.9680400(6)      | 21.48(15) s      | β−             | 45K         | (1/2,3/2,5/2)- |                                   |                                   |
| 46Ar      | 18             | 28             | 45.96809(4)        | 8.4(6) s         | β−             | 46K         | 0+             |                                   |                                   |
| 47Ar      | 18             | 29             | 46.97219(11)       | 1.23(3) s        | β− (99%)       | 47K         | 3/2-#          |                                   |                                   |
| 47Ar      | 18             | 29             | 46.97219(11)       | 1.23(3) s        | β−, n (1%)     | 46K         | 3/2-#          |                                   |                                   |
| 48Ar      | 18             | 30             | 47.97454(32)#      | 0.48(40) s       | β−             | 48K         | 0+             |                                   |                                   |
| 49Ar      | 18             | 31             | 48.98052(54)#      | 170(50) ms       | β−             | 49K         | 3/2-#          |                                   |                                   |
| 50Ar      | 18             | 32             | 49.98443(75)#      | 85(30) ms        | β−             | 50K         | 0+             |                                   |                                   |
| 51Ar      | 18             | 33             | 50.99163(75)#      | 60# ms [>200 ns] | β−             | 51K         | 3/2-#          |                                   |                                   |
| 52Ar      | 18             | 34             | 51.99678(97)#      | 10# ms           | β−             | 52K         | 0+             |                                   |                                   |
| 53Ar      | 18             | 35             | 53.00494(107)#     | 3# ms            | β−             | 53K         | (5/2-)#        |                                   |                                   |
| 53Ar      | 18             | 35             | 53.00494(107)#     | 3# ms            | β−, n          | 52K         | (5/2-)#        |                                   |                                   |